# Károly Lajthay
Károly Lajthay (7 de diciembre de 1886 – 1945) fue un director, actor y guionista cinematográfico de origen húngaro. 
Nacido en Târgu Mureş, Rumanía, en aquella época conocida como Marosvásárhely y parte del Imperio austrohúngaro, dirigió 17 filmes entre 1918 y 1944 y actuó en 13 desde 1916 a 1920.

## Selección de su filmografía
- A Karthausi (1916)
- A Senki fia (1917)
- Harrison és Barrison (1917)
- Szent Péter esernyöje (1917)
- Nászdal (1917)
- Drakula halála (1923), primera adaptación al cine de Drácula.